# 徳島県道200号蒲生田福井線
徳島県道200号蒲生田福井線（とくしまけんどう200ごう かもうだふくいせん）は、徳島県阿南市を通る一般県道である。

## 概要
全体的に道が狭い。

### 路線データ
- 起点：阿南市椿町
- 終点：阿南市福井町日の地（国道55号交点）
- 距離：14.278 km[1]

## 歴史
- 1959年（昭和34年）1月31日 - 徳島県道169号椿泊福井線として認定。
- 1972年（昭和47年）3月10日 - 一部区間を変更、現在の徳島県道200号蒲生田福井線として認定。

## 路線状況

### 重複区間
- 徳島県道26号由岐大西線（阿南市椿町豊野）

## 地理

### 通過する自治体
- 徳島県
  - 阿南市

### 交差する道路
| 交差する道路                        | 交差する場所 | 交差する場所 |
| ----------------------------------- | ------------ | ------------ |
| 徳島県道287号福井椿泊加茂前線       | 椿町庄田     |              |
| 徳島県道26号由岐大西線 重複区間起点 | 椿町豊野     |              |
| 徳島県道26号由岐大西線 重複区間終点 | 椿町豊野     |              |
| 国道55号                            | 福井町日の地 | 終点         |

### 交差する鉄道
- 牟岐線

### 沿線
- 蒲生田岬（県道の指定自体は蒲生田岬の約5 km西側の平松地区から）